# طواف سويسرا 2011
طواف سويسرا 2011 (بالفرنسية: 2011 Tour de Suisse)‏ هو سباق دراجات هوائية أقيم بتاريخ 11–19 يونيو، تكون السباق من 9 مراحل وامتدّ لمسافة 1246.4 كم بسرعة 39.254 كم/س، استغرق السباق 31 ساعة 45 دقيقة 02 ثانية. فاز به الأمريكي ليفي ليفيمير وحلّ ثانيا الإيطالي داميانو كيونقو.

## الترتيب
| م                     | الدرّاج         | البلد            | الزمن                     |
| --------------------- | -------------- | ---------------- | ------------------------- |
| الفائز بالترتيب العام | ليفي ليفيمير   | الولايات المتحدة | 31 ساعة 45 دقيقة 02 ثانية |
| الثاني                | داميانو كيونقو | إيطاليا          |                           |
| حسب النقاط            | بيتر ساجان     | سلوفاكيا         | -                         |
| التسلق                | أندي شليك      | لوكسمبورغ        | -                         |